# Global Industrial Defence Solutions
Global Industrial Defence Solutions (Solutions industrielles de défense mondiales) ou GIDS est un des principaux acteurs de l'industrie de l'armement du Pakistan à côté de NESCOM (conception et production de missiles balistiques), KSEW (chantier naval) et HIT (production de véhicules terrestres militaires). GIDS est détenue par l'état pakistanais. Elle est spécialisée dans la conception et le développement de bombes, de missiles air-air et air-sol, de lance-roquettes et de drones. La société a été créée en 2007 et a son siège à Rawalpindi dans le Pendjab. Elle emploie plus de 27000 personnes. 

## Produits
La société GIDS développe une large panoplie d'armes souvent dérivées de modèles produits par la Chine avec laquelle le Pakistan maintient un lien privilégié depuis plusieurs décennies :
- Bombes guidées ou non, à sous-munitions, antibunker, thermobariques
- kits de guidage de précision Takbir
- Missiles antichar Baktar Shikan dérivé du HJ-8 chinois
- Missiles de croisière Taimur
- Missiles air-air (famille des Faaz) basé sur le missile chinois air-air à moyenne portée SD-10
- Missiles air-sol
- Système portatif de défense antiaérienne Anza basé sur le système chinois QW-2.
- Système de défense aérienne (LOMADS)
- Lance-roquettes multiple (Famille des Fatah)
- Drones (Shahpar-2, Shahpar-3, Uqab)
- Torpilles
- Radars